# Deutz (Kolonia)
Deutz, Köln-Deutz (kol. Düx) — dzielnica miasta Kolonia w Niemczech, w okręgu administracyjnym Innenstadt, w kraju związkowym Nadrenia Północna-Westfalia, na prawym brzegu Renu. 